# Timur Igorewitsch Morgunow
Timur Igorewitsch Morgunow (russisch Тимур Игоревич Моргунов, engl. Transkription Timur Morgunov; * 12. Oktober 1996 in Kopeisk) ist ein russischer Leichtathlet, der sich auf den Stabhochsprung spezialisiert hat.

## Sportliche Karriere
Erste internationale Erfahrungen sammelte Timur Morgunow bei den Junioreneuropameisterschaften 2015 im schwedischen Eskilstuna, bei denen er mit 5,25 m im Finale den fünften Platz belegte. Daraufhin startete er bis 2018 an keinen offiziellen Wettkämpfen außerhalb Russlands, da dem russischen Leichtathletikverband die Starterlaubnis entzogen wurde. Erst im Juli 2018 erhielt Morgunow den Status als neutraler Athlet und durfte so an den Europameisterschaften in Berlin teilnehmen. Im Finale verbesserte er seine Bestleistung auf 6,00 m, egalisierte damit den U23-Weltrekord von Serhij Bubka und musste sich nur dem Schweden Armand Duplantis geschlagen geben, der 6,05 m übersprang und dabei auch den Weltrekord verbesserte.
2017 wurde Morgunow russischer Meister im Stabhochsprung im Freien sowie 2018 in der Halle.

## Persönliche Bestleistungen
- Stabhochsprung: 6,00 m, 12. August 2018 in Berlin
  - Stabhochsprung (Halle): 5,85 m, 13. Februar 2018 in Moskau